# Вали-ду-Итажаи (мезорегион)

Вали-ду-Итажаи на карте.

Вали-ду-Итажаи (порт. Mesorregião do Vale do Itajaí) — административно-статистический мезорегион в Бразилии, входит в штат Санта-Катарина. Население составляет 1 508 980 человек (на 2010 год). Площадь — 13 097,624 км². Плотность населения — 115,21 чел./км².

## Демография
Согласно сведениям, собранным в ходе переписи 2010 г. Национальным институтом географии и статистики (IBGE), население мезорегиона составляет:
| Полное население                            | Полное население                            | Полное население                            | Полное население                            | 1 508 980 |
| ------------------------------------------- | ------------------------------------------- | ------------------------------------------- | ------------------------------------------- | --------- |
| в том числе:                                | Городское население                         | 1 321 993                                   | Процент городского населения, %             | 87,61     |
|                                             | Сельское население                          | 186 987                                     | Процент сельского населения, %              | 12,39     |
|                                             | Мужское население                           | 746 973                                     | Процент мужского населения, %               | 49,50     |
|                                             | Женское население                           | 762 007                                     | Процент женского населения, %               | 50,50     |
| Плотность населения, чел/км²                | Плотность населения, чел/км²                | Плотность населения, чел/км²                | Плотность населения, чел/км²                | 115,21    |
| Население мезорегиона в % к населению штата | Население мезорегиона в % к населению штата | Население мезорегиона в % к населению штата | Население мезорегиона в % к населению штата | 24,15     |

## Статистика
- Валовой внутренний продукт на 2003 составляет 13 098 016 722,00 реалов (данные: Бразильский институт географии и статистики).
- Валовой внутренний продукт на душу населения на 2003 составляет 10 260,02 реалов (данные: Бразильский институт географии и статистики).
- Индекс развития человеческого потенциала на 2000 составляет 0,827 (данные: Программа развития ООН).

## Состав мезорегиона
В мезорегион входят следующие микрорегионы:
1. Блуменау
2. Итажаи
3. Итупоранга
4. Риу-ду-Сул